# Cir d'Alexandria (patriarca)
Cir (grec antic: Κῦρος; llatí: Cyrus) va ser un egipci que va viure al segle vii. Va ser el primer bisbe de Fasis, a la Còlquida, cap a l'any 620, i després fou patriarca d'Alexandria, del 631 al 641. Va tenir el favor de l'emperador Heracli i per ell va obtenir aquest càrrec. Va morir l'any 641.

## Controvèrsia entre monofisites i ortodoxos
L'any 633 va intentar establir la pau entre els severians o monofisistes i els ortodoxos, i per això va convocar un sínode a Alexandria on va presentar un Libellus Satisfactionis, tractat que van subscriure els severians, per la qual cosa van ser admesos a la fe ortodoxa. L'obra tenia nou capítols, però el setè afavoria el monotelisme i va portar molta discussió.
El 638 Heracli va publicar l'Ectesis, una fórmula de fe inspirada per Sergi, patriarca de Constantinoble, on clarament s'establia que només hi havia una naturalesa en Crist. Cir va subscriure l'Ectesis.
Va escriure, a més del Libellus Satisfactionis, tres cartes a Sergi.

## Relacions amb els musulmans
El 22 de desembre de l'any 639 va pactar amb els musulmans, que havien envaït Egipte. Per aquest pacte reconeixia la sobirania àrab sobre tot Egipte i els egipcis s'avenien a pagar la jizya. Heracli va reaccionar destituint Cir com a governador d'Egipte, tot i que Cir es va mantenir com a cap de l'església ortodoxa d'Egipte, i ordenant al cap de les forces romanes a Egipte que expulsessin els musulmans. Podria ser que Cir acabés convertint-se en secret a l'islam.
Va ser declarat herètic en el Concili de Constantinoble III (680).